# San Pelayo de Guareña
San Pelayo de Guareña és un municipi de la província de Salamanca a la comunitat autònoma de Castella i Lleó. Limita al Nord amb Palacios del Arzobispo, a l'Est amb Zamayón i El Arco, al Sud amb Almenara de Tormes i Juzbado i a l'Oest amb Añover de Tormes.
L'actual alcalde, Alipio Tapia Herrero, fou alcalde el 2003 dins les llistes de la Unidad Regionalista de Castilla y León.

## Demografia
| 1991 | 1996 | 2001 | 2004 |
| ---- | ---- | ---- | ---- |
| 131  | 114  | 105  | 130  |